# 루탈로 무하마드
루탈로 무하마드(영어: Lutalo Muhammad, 1991년 6월 3일~)는 영국의 태권도 선수이다. 영국 역사상 가장 성공한 남자 태권도 선수 중 한 명이다.
2012년과 2016년에 올림픽에 출전하여 각각 동메달과 은메달을 획득하였다. 또한 2012년 유럽 선수권 대회에서 금메달을 획득하였다.

## 유년기
무하마드는 1991년 6월 3일 런던 월섬스토에서 태어났다. 부모님은 짐바브웨 출신 이민자이다 3살 때부터 그의 아버지인 웨인 무하마드에게 태권도를 배우기 시작했다.

## 선수 경력

### 2012년 올림픽
올림픽에는 -87kg급 경기 종목이 없었고 무하마드는 영국을 대표하여 2012년 올림픽에 -80kg급 경기 종목으로 참가하게 되었다. -80kg급 세계 랭킹 1위이자 유럽 챔피언인 에런 쿡을 대신하여 뽑혔기 땜문에 언론에 주목을 받았다.
이번 결정은 전 운동선수인 존 컬른과 스티브 레드그레이브로부터 비판을 받았다. 무하마드는 이번 결정에 대해 자신을 비난하는 메일을 받기도 했다. 영국 연출 지휘자 그레이 홀은 "에런 쿡이 영국 전체 태권도 시작보다 더 큰 마케팅 시장을 가지고 있다"라고 말하였다. 반면 같이 올림픽에 출전하는 세라 스티븐슨의 경우 꼭 세계랭킹만이 중요한건 아니라고 말했다.
무하마드는 이러한 논란에 대해 "스포츠계에서 항상 패재와 승자가 나오며 그가 미래에 더 잘 하기를 바라지만 나는 지금 에런 쿡이 아니라 올림픽 금메달에 더 집중해야 한다."라고 말하였다. 8강전에서 그는 스페인의 니콜라스 가르시아에게 패하며 결승 진출에 실패하였다. 하지만 패자부활전에서 아르메니아의 아르 만 예레미 안에게 9-3으로 승리하며 동메달을 획득하였다.

### 2016년 올림픽
2016년 브라질 리우데자네이루에서 열리는 2016년 하계 올림픽에 참가하였다. 이 대회에서 결승전까지 올라갔고 코트디부아르의 셰이크 살라 시세와 상대하였고 2초가 남긴 상황까지 6-4로 이기고 있었다. 1초 남았을 때 셰이크 살라 시세의 발차기가 무하마드에 얼굴을 강타하였고 4점을 획득하였고 패배하며 은메달을 획득하였다.